# The Complete Silver Beatles (álbum)
The Complete Silver Beatles es un álbum recopilatorio que contiene las grabaciones famosas del audición de Decca en 1962 de la banda de rockThe Beatles (por entonces conocidos como The Silver Beatles), lanzado el 10 de septiembre de 1982. Este álbum es calificado actualmente como "el error discográfico más grande de todos en la música". El mánager de la banda, Brian Epstein, escogió personalmente las canciones a interpretar para así reflejar las capacidades del grupo. Actualmente este álbum se encuentra fuera de catálogo, luego de que a finales de los años 80 una acción legal por parte de Apple Corps evitara que todas las grabaciones de la audición de Decca estuvieran disponibles comercialmente. 

## Lista de canciones
1. Three Cool Cats (Lieber-Stoller) - 2:23
2. Crying, Waiting, Hoping (Holly) - 2:00
3. Bésame mucho (Velazquez-Wilson-Skylar) - 2:38
4. Searchin' (Lieber-Stoller) - 3:02
5. The Sheik of Araby (Smith-Snyder-Wheeler) -	1:40
6. Money (That's What I Want) (Gordy-Bradford) - 2:22
7. To Know Her Is To Love Her (Spector) - 2:34
8. Take Good Care Of My Baby (Goffin-King) - 2:26
9. Memphis ( Berry) - 2:20
10. Sure To Fall (Perkins-Cantrell-Claunch) - 2:01
11. Till There Was You (Wilson) - 2:58
12. September in The Rain (Warren) - 1:53

Nota: Hubo 3 canciones interpretadas durante la audición que no fueron publicadas en el álbum. Estas fueron Like Dreamers Do, Hello Little Girl y Love of the Loved. Curiosamente, todas estas canciones excluidas fueron las únicas compuestas por Lennon-McCartney (probablemente fueron excluidas para evitar problemas legales). Aun así, las dos primeras fueron incluidas en Anthology 1 de 1995.

## Personal
- John Lennon: Guitarra rítmica, voz, coros.[1]
- Paul McCartney: Bajo eléctrico, voz, coros.[1]
- George Harrison: Guitarra eléctrica, voz, coros.[1]
- Pete Best: Batería[1]

Nota: Pete Best fue reemplazado tiempo después en The Beatles por Ringo Starr.